# Большое Михайловское
Большое Михайловское — деревня в Калязинском районе Тверской области России. Входит в состав Нерльского сельского поселения.

## География
Находится в 50 километрах к югу от города Калязин на автодороге «Сергиев Посад—Калязин—Рыбинск—Череповец».

## История
По писцовым книгам 1628-29 годов село Михайловское значится в вотчине братьев Кудриных; на общей их земле была церковь Собор Архистратига Михаила с приделом во имя св. Николая Чудотворца — «древяна клецки», построенная вотчинниками, при церкви поп Григорий, а в селе — дворъ вотчинников, прикащиков, 1 двор задворнаго человека, 3 двора деловых людей и 3 двора крестьянских. В 1654 году в Михайловском построена была другая церковь во имя св. Живоначальныя Троицы; неизвестно, была-ли другая церковь при Архангельской или построена вместо последней, но в переписных книгах 1678 года показана в Mихайловском только Троицкая церковь. В это время Михайловское было общей вотчиной князя Ивана Ивановича Щербатова и княгини Офимьи Сеитовой. В 1705 году Михайловское имеет новых вотчинников - княгиню Орину Примкову-Ростовскую и кравчаго Кирилла Алексеевича Нарышкина, первой принадлежало 13 дворов крестьянских с населением в 50 душ муж. пола, а второму 10 дворов с населением в 39 душ. В этом же году в Михайловском построена новая деревянная церковь в честь Архангела Михаила вместо прежней Троицкой церкви. Деревянная церковь существовала здесь до 1850 года; были-ли какие либо перестройки за 150 лет, сведений о том не сохранилось. В 1840 году вместо деревянной церкви на средства помещика Зубова начат постройкою каменный храм; в 1850 году освящен один придел, в 1856 — главный престол, а в 1858 — другой придел. Престолов таким образом в каменом храме три: в холодном во имя Живоначальныя Троицы, в приделах теплых во имя свят. Архистратига Михаила и свят. в.-муч. Димитрия Селунскаго. С 1891 года в селе существовала церковно-приходская школа; учащихся в 1893 году было 13.
В середине XIX века во владельческом селе Михайловское Переславского уезда Владимирской губернии числилось 40 двора, 314 жителей.
В 1905 году в село Михайловское центр прихода Хмельниковской волости Переславского уезда, в нём 55 дворов и 321 житель.
В 1940 году село центр Бол. Михайловского сельсовета Нерльского района Калининской области.
В 1997 году — 29 хозяйств, 63 жителя. Администрация Бителевского сельского округа, центральная усадьба СПК «Бителевский» (бывший совхоз), неполная средняя школа, ДК, библиотека, отделение связи; обелиск воинам-землякам, павшим в Великой Отечественной войне.

## Население
| 1859 | 1905 | 1997 | 2002 | 2010 |
| ---- | ---- | ---- | ---- | ---- |
| 314  | ↗321 | ↘63  | ↘56  | ↘45  |

## Достопримечательности
В деревне имеется деревянная Церковь Михаила Архангела (2016).